# 韦尔绍克
韦尔绍克（法語：Verchocq，法語發音：[vɛʁʃɔk]）是法国上法蘭西大區加来海峡省的一个市镇，属于蒙特勒伊区。

## 地理
韦尔绍克（50°33'52"N, 2°2'8"E）面积15.56 平方千米，位于法国上法蘭西大區加来海峡省，该省份为法国北部沿海省份，西北濒北海，南至索姆省，东临北部省。
与韦尔绍克接壤的市镇（或旧市镇、城区）包括：朗蒂、克雷基、旧库佩勒、埃尔利、吕米伊。
韦尔绍克的时区为UTC+01:00、UTC+02:00（夏令时）。

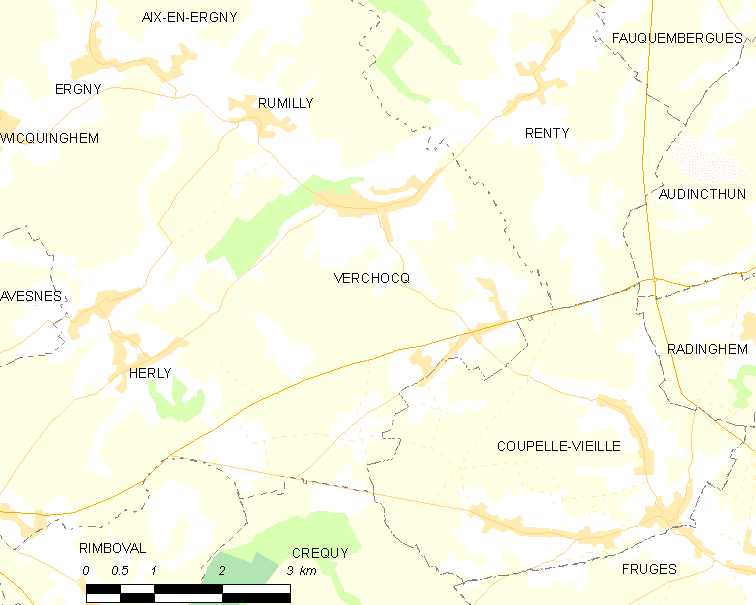
韦尔绍克的OSM定位图

## 行政
韦尔绍克的邮政编码为62560，INSEE市镇编码为62844。

## 政治
韦尔绍克所属的省级选区为兰布尔县。

## 人口

1962-2008年间韦尔绍克人口变化图示

韦尔绍克于2022年1月1日时的人口数量为643人。